# اویگن سیترل
اویگن سیترل (انگلیسی: Eugen Seiterle; ۷ دسامبر ۱۹۱۳ – ۲۳ نوامبر ۱۹۹۸) بازیکن هندبال اهل سوئیس بود.